# Svend-Ove Møller
Svend-Ove Møller (24. juni 1903 i København – 16. april 1949 i Viborg) var en dansk organist og komponist.
Han studerede orgel og teori hos Thomas Laub, P.S. Rung-Keller og Valdemar Hansen, der alle tre på hver deres måde var involveret i den såkaldte orgelbevægelse i første halvdel af 1900-tallet. Den var en reaktion på 1800-tallets romantikstil, der efterhånden havde gjort kirkeorglerne til store koncertinstrumenter. Bevægelsen ville bringe større enkelhed ind i både salmesangen og de forskellige andre musikstykker, der blev anvendt i gudstjenesten. Svend-Ove Møller var også selv en til tider højlydt stridsmand i den samme kamp, hvori også bl.a. Mogens Wöldike og Povl Hamburger deltog.
Han tog organisteksamen på Det Kongelige Danske Musikkonservatorium 1922 og bestred fra 1924 til sin tidlige død 3 embeder som organist. Først var han ansat ved Sankt Jacobi Kirke i Varde (1924-1933), derefter ved Klosterkirken i Nykøbing F. (1933-1947) og sluttelig ved domkirken i Viborg (1947-1949).
Mens han arbejdede i Nykøbing, blev han i 1939 præsenteret for en gammel bog, som han identificerede som ukendte cembaloværker af bl.a. Dietrich Buxtehude skrevet i tabulatur Han oprettede også et kammerorkester i byen. Et koncertprogram fra december 1945 viser at man da spillede Johann Christian Bachs Sinfoni concertante i Eb-Dur, Mozarts Symfoni Nr. 27 i G-Dur og sammen med et kor, Kehraus af operaen Maskerade af Carl Nielsen. 
Han var imidlertid utilfreds med kirkens orgel, og kom i strid med menighedsrådet om sine såkaldte Kirketider (vistnok orgel-andagter), og kampen gav voldsomt genlyd i de lokale blade. Bl.a. derfor flyttede han til Viborg, men også der kom han i vanskeligheder, idet han blev bedt om ikke at spille, når kirken var åben for turister. Imidlertid blev han kort efter syg og døde kun 45 år gammel. 

## Musikken
Han betegnes som en højt anset orgelspiller der var en fremragende improvisator. Også hans musik fik en venlig modtagelse og dele af den spilles stadig. Orgelmusikken og de kirkelige korværker dominerer hans opus, og hans stil betegnes som personlig og meget udtryksfuld, med rødderne i gregoriansk musik, dog ofte af et polyfont tilsnit og desuden med træk fra samtidsmusik.
Ved Svend-Ove Møllers død var tre fjerdedele af hans kompositioner spredt for alle vinde efter ukontrollerede udlån, men hans datter og svigersøn opsporede og samlede talrige ukendte og unummererede værker, som derefter blev affotograferet på Statsbiblioteket i Århus.
- 7 koralvariationer, op. 5 (orgel)
- Pensée, op. 8 (orgeltoccata)
- Orgelstykke, op. 4
- Viser og sange, op. 12
- Påskekantate nr. 2 (solo, kor, og orgel), op.13
- Sinfonia Nr. 1 for strygeorkester, op. 16
- Viser og sange, op. 18
- Pastorale for violin og klaver, op. 20
- 26 Melodier til salmer og åndelige viser, op. 23
- 60 forspil til salmemelodier, op. 27
- 6 motetter, op. 28
- Påskekantate, op. 31
- Orgelstykke, op. 32
- Invention for fløjte og orgel op. 34
- Orgelfantasi nr. 3, op. 36
- Gak under Jesu Kors at stå (passionskantate for solo, kor, orgel og orkester), op. 40
- Ridderen i ormeham (folkevisekantate for soli, blandet kor og strygeorkester), op. 41
- Orgelpartita nr. 1, op. 43
- Dejlig er den himmel blå (koralkantate nr. 2 for fløjte, orgel og 1-st. kor), op. 44
- Suite for klarinet og orgel, op. 45
- Seks sange (Åge Bentsen), op. 51
- Orgelfantasi nr. 6, op. 53
- Te Deum, op. 56 (orgel)
- Suite concertante for fløjte og orgel, op. 55

- Ciacona og fuga i b-mol (orgel 1934)